# Louis Kufferath
Louis (Ludwig) Kufferath, född 23 november 1811 i Mülheim an der Ruhr, död 2 mars 1882 i Bryssel, var en tysk musiker. Han var bror till Johann Hermann och Hubert Ferdinand Kufferath.

## Biografi
Louis Kufferath föddes 23 november 1811 i Mülheim an der Ruhr. Kufferath var som pianist lärjunge till Friedrich Schneider, var 1836–50 direktör för musikskolan i Leeuwarden och dirigent för flera musikföreningar där, varefter han bosatte sig i Gent. Han komponerade en mässa, 250 kanon, kantaten Artevelde samt bland annat pianostycken och körer. Han avled 2 mars 1882 i Bryssel.
Han var bror till Johann Hermann och Hubert Ferdinand Kufferath.